# Distrito de Tupe

La Provincia de Yauyos en el Departamento de Lima, Perú.

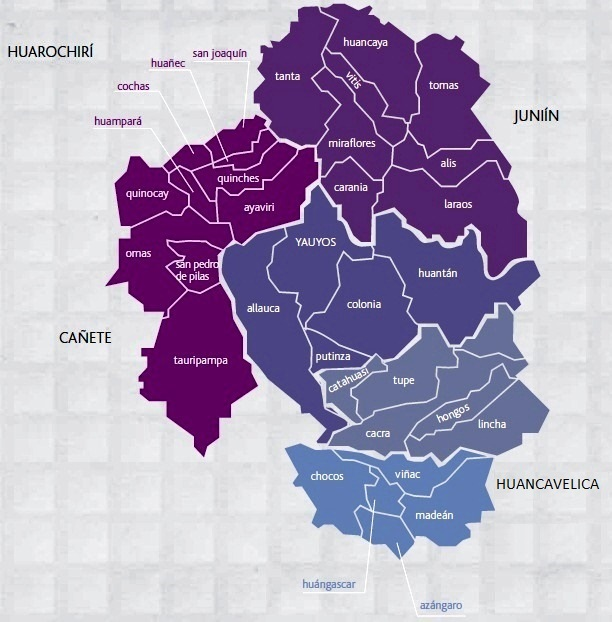
La provincia de Yauyos y sus 33 distritos.

El Distrito de Tupe es uno de los  treinta y tres distritos que conforman la provincia de Yauyos, perteneciente al departamento de Lima, en el Perú, y bajo la administración del Gobierno Regional de Lima. 
Desde el punto de vista jerárquico de la Iglesia católica, forma parte de la Prelatura de Yauyos.

## Historia
El distrito fue creado mediante Ley N° 8423 del 15 de julio de 1936, en el gobierno del Presidente Óscar R. Benavides; esta ley divide al antiguo distrito de Pampas en dos distritos que se crea: Colonia y Lérida (Tupe). Lérida recuperó su nombre original: Tupe, por Ley n.º 11861 de 16 de septiembre de 1959.

## Geografía
Tiene una superficie de 321,15 km². Se encuentra a  2836 m s. n. m. Su capital es la localidad de Tupe.

## Autoridades

### Municipales
- 2019 - 2022
  - Alcalde: Tito Neder Iturrizaga Blas,  Partido Democrático Somos Perú.
- 2015 - 2018[2]
  - Alcalde: Wuan Wuegner Morales Iturrizaga, Movimiento Fuerza Regional (FR).
  - Regidores: Jovino Manrrique Payano (FR), Sonia Inés Llamocca Alberto (FR), Livia Olinda Payano Negrón (FR), Pedro Victoriano Acevedo Silvestre (FR), Nilo Eufrín Valerio Silvestre (Somos Perú).
- 2014[3]
  - Alcalde: Yeny Marisol Payano Villanueva, del Partido Perú Posible (PP).
  - Regidores: Precilio Valerio Huamán (PP), Yuditt Roxana Manrique Erasmo (PP), Ceverino Papias Manrique Payano (Partido Aprista Peruano), Martín Ruperto Castro Angeles (Partido Aprista Peruano), Catalino Payano Huamán (Partido Aprista Peruano).
- 2012 - 2014
  - Alcalde: Pablo Eter Casas Vilca, Partido Perú Posible (PP).
- 2011 -  2012
  - Alcalde: Benjamín Ordóñez Payano, Partido Perú Posible (PP).
- 2007 - 2010
  - Alcalde: Tito Neder Iturrizaga Blaz, Movimiento Frente Independiente Unión Tupina.
- 2003 - 2006[4]
  - Alcalde: Tito Neder Iturrizaga Blaz, Partido Democrático Somos Perú.
- 1999 - 2002
  - Alcalde: Tito Neder Iturrizaga Blaz, Movimiento Frente Independiente Unión Tupina.
- 1996 - 1998
  - Alcalde: Fidel Ramírez Cuevas, Lista independiente N° 7 Nueva Cambio Yauyos.
- 1993 - 1995
  - Alcalde:
- 1990 - 1992
  - Alcalde:
- 1987 - 1989
  - Alcalde: Rómulo Casas Ramírez, Frente electoral Izquierda Unida.
- 1984 - 1986
  - Alcalde: Dimas Bautista Iturrizaga, Partido Aprista Peruano.
- 1981 - 1982
  - Alcalde: Adrián Cuevas Ramos, Partido Acción Popular.

### Policiales
- Comisaría de Tupe
  - Comisario: Mayor PNP.[5]

### Religiosas
- Prelatura de Yauyos[6]
  - Obispo Prelado: Mons. Ricardo García García.[7]
- Parroquia Santa María[8]
  - Párroco: Pbro.  .
  - Administradora Parroquial: Rvda. Madre. Amabilis MJVV.

## Educación

### Instituciones educativas
- I.E 20740 AIZA

## Festividades
La Pascua de Tupe, qué se realiza en febrero.